# 리키아어

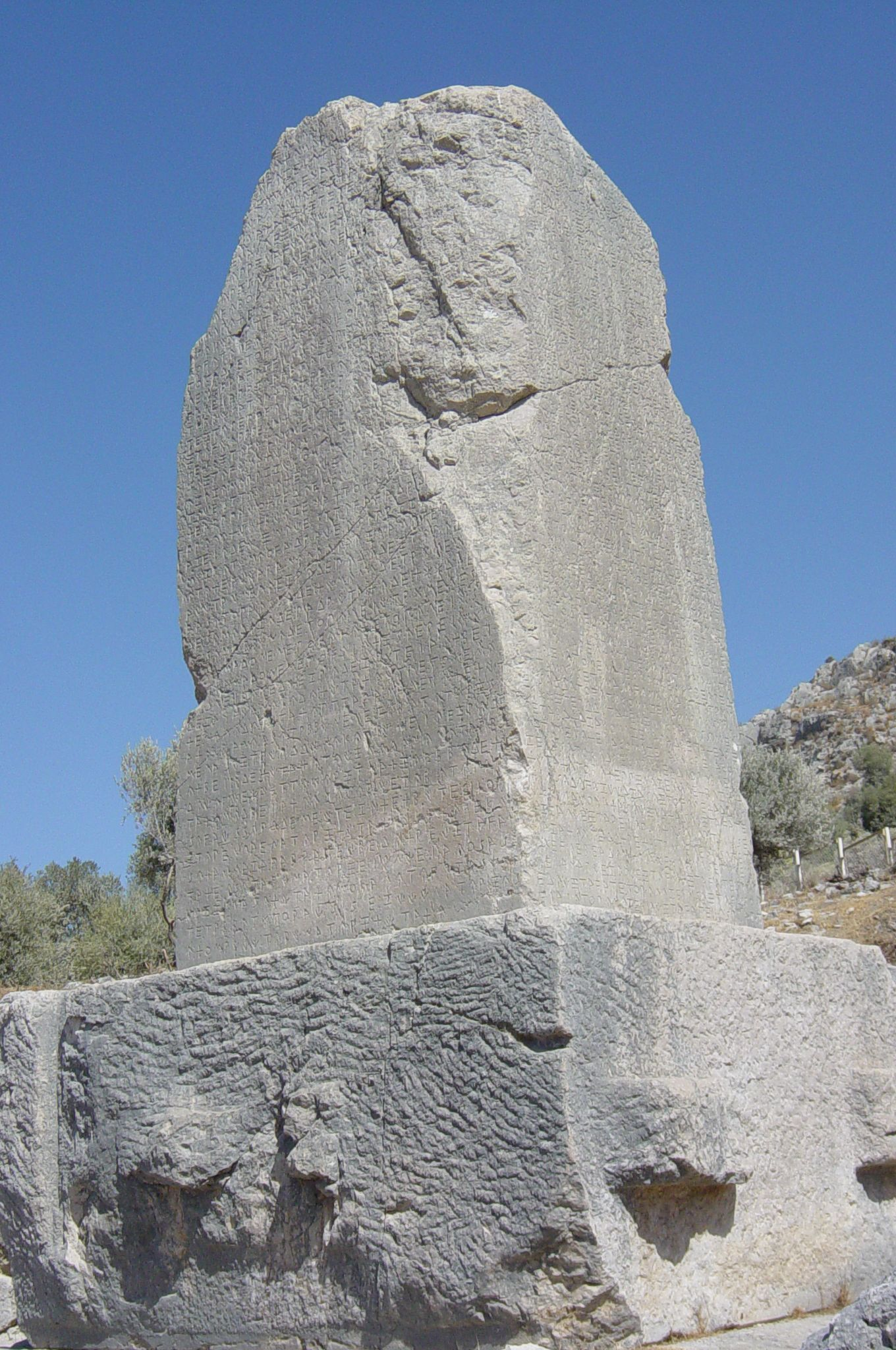

리키아어는 아나톨리아어파의 언어 중의 하나로 오늘날 튀르키예의 리키아 지역에서 철기시대에 쓰였던 언어이다. 몇몇 학자들은 이 언어를 히타이트어나 루비아어의 후손으로 보기도 한다. 기원전 1세기 경에 주변지역에서 영향력이 커진 그리스어의 영향으로 이 언어는 사멸되고 만다. 오늘날 다소 남아 있는 파편적인 글들이 유일한 흔적인데, 문법적으로는 A형 리키아어와 B형 리키아어 두가지로 나눌 수 있다. 그리스어와 상당히 유사한 독특한 알파벳을 가지고 있다.

## 같이 보기
- 리키아